# Panerema inops
Panerema inops är en stekelart som beskrevs av Forster 1862. Panerema inops ingår i släktet Panerema och familjen bracksteklar. Arten är reproducerande i Sverige. Inga underarter finns listade i Catalogue of Life.